# Woldstedtius otanesi
Woldstedtius otanesi är en stekelart som först beskrevs av Baltazar 1955.  Woldstedtius otanesi ingår i släktet Woldstedtius och familjen brokparasitsteklar. Inga underarter finns listade i Catalogue of Life.